# 이희저
이희저(李禧著, ?~ 1812년)는 조선 후기의 반란 지도자이다. 홍경래의 난의 주모자 중 한 사람이다.

## 생애
무과에 급제했으나 벼슬길에 나가지 못했다. 한편 고향인 가산(嘉山, 현재의 평안북도 박천군)의 다복동에서 광산을 운영하며 부를 축적했다. 광산 경영 중에도 일하지 않는 밤에 인부들에게 군사 훈련을 시키기도 했다.
1811년 홍경래의 난이 발발하자 이에 동참하여 광산 운영으로 쌓은 부와 사병들로 홍경래를 지원하여 총병관(摠兵官)을 맡았다. 반란 말기에 정주에서 저항했으나 홍경래를 반대하여 일어난 의병인 함의형(咸義衡)에게 살해당했다.

## 참고 문헌
- 《순조실록》